# Hans Alder

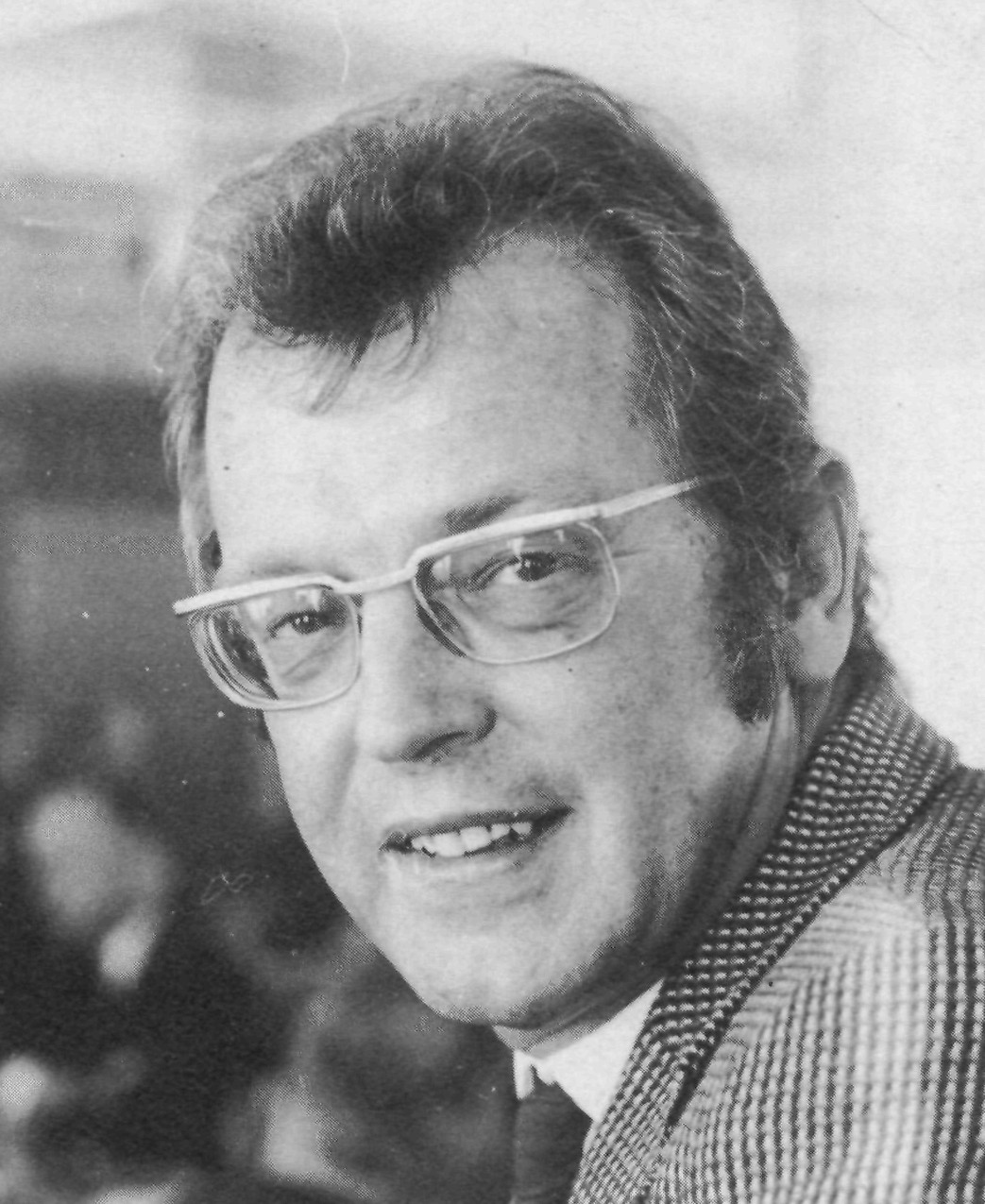
Regierungsrat Hans Alder, circa 1975

Hans Alder (* 10. Mai 1922 in Herisau; † 8. Februar 1982 in Herisau; heimatberechtigt in Herisau) war ein freisinniger Schweizer Politiker und Regierungsrat des Kantons Appenzell Ausserrhoden.

## Leben
Hans Alder, Sohn des Büroangestellten Samuel Alder, war in erster Ehe verheiratet mit Frieda R. Zimmerli und in zweiter Ehe mit Maya M. Frehner. Er besuchte die Kantonsschule St. Gallen und absolvierte die Ausbildung zum Sekundarlehrer an der Sekundarlehramtsschule St. Gallen. Danach war er als Lehrer tätig, unter anderem beim IKRK in Genf und an der Verkehrsschule St. Gallen. Es folgte ein Studium der Romanistik und Germanistik an der Sorbonne (Paris) mit Promotion zum Dr. phil.
Von 1950 bis 1969 war Hans Alder Redaktor bei der Appenzeller Zeitung (ab 1967 Chefredaktor). Zwischen 1965 und 1973 war er freisinniger Kantonsrat und von 1973 bis 1982 Regierungsrat: zunächst als Vorsteher der Erziehungsdirektion (1973–1977, zudem der Militärdirektion) und von 1981 bis zu seinem Tod der Volkswirtschaftsdirektion. Alder war Promotor des ersten ausserrhodischen Schulgesetzes (1981). Er war kulturell engagiert, unter anderem als Präsident der Casino-Gesellschaft Herisau (1965–1974) und als Verfasser verschiedener kultureller und historischer Schriften.